# Nudy xxxremixxxxxxx!!!!!!!! Show!
Albums de Anna Tsuchiya
Nudy Show!
(2008) Rule
(2010)
Remix par Anna Tsuchiya
Taste My Xxxremixxxxxxx!!!!!!!! Beat Life!
(2006)
NUDY xxxremixxxxxxx!!!!!!!! SHOW! est le 2ealbum remix de Anna Tsuchiya, sorti sous le label MAD PRAY RECORDS le 11 mars 2009 au Japon. Il atteint la 114e place du classement de l'Oricon, et reste classé pendant 1 semaine, pour un total de 1 359 exemplaires vendus.

## Liste des titres
| 1.  | Crazy World (FPM Hyper Society mix)            | 6:56 |
| 2.  | Lucy (digiping panda mix)                      | 4:56 |
| 3.  | Masquerade (Ryukyudisko Remix)                 | 3:57 |
| 4.  | Style (new born mix)                           | 3:24 |
| 5.  | Ginger (blanc. remix)                          | 4:01 |
| 6.  | Bubble Trip (Studio Apartment Mix)             | 6:10 |
| 7.  | U (Sound Around remix)                         | 4:29 |
| 8.  | Dirty Game (Dexpistols remix)                  | 4:02 |
| 9.  | Cocoon (Volta Masters Remix)                   | 4:03 |
| 10. | Virgin Cat (Lava Remix)                        | 4:47 |
| 11. | Cockroach (Ayashige Remix)                     | 6:24 |
| 12. | Blood on Blood (Beebeat Mix)                   | 5:04 |
| 13. | Bubble Trip (Hani's Synthetic Bubble Bath Mix) | 8:38 |